# Kick Chop Busters
Pour les articles homonymes, voir KCB.
Kick Chop Busters, stylisé KICK CHOP BUSTERS, également connu sous l'acronyme KCB (ケーシービー), est un groupe de rock japonais.

## Biographie
Kick Chop Busters est formé en 2006 par le batteur Kazuhito Kitao (Katchan) après son départ du groupe Orange Range en 2005. Il se compose au départ de quatre membres. Un cinquième membre, est Yasuo Namekawa (Ya-Cha) comme le deuxième chanteur du groupe avant la sortie de leur premier single,.
KCB débute en 2008 en sortant une série de trois singles en six mois sur un label de Sony Music Japan. Le premier, A RIZE, sert de générique japonais à la série télévisée américaine Makaha Surf (Beyond the Break à l'extérieur de l'Europe). Il se classe 31e à l'oricon, les deux singles suivants se classant 40e et 99e. Le troisième single du groupe, stellar, est utilisé dans les clips publicitaires du jeu vidéo Nintendo DS Mega Man Star Force 3 au Japon. 
Vers le début 2009, le groupe quitte Sony Music et gère sa carrière de manière indépendante. Jaehee quitte le groupe en août de la même année, puis Daiki en avril suivant. KCB annonce en mai 2010 sur son blog officiel la sortie d'un mini-album de cinq titres en distribution limitée. Ya-Cha quitte le groupe en automne 2010. À la fin 2010, Katchan et Tsukasa sont rejoints par 3 nouveaux membres (Kazuya, Naoto, Masaru) et un autre (Yosuke) en 2011, en mars de la même année le groupe sort un deuxième mini-album comprenant six pistes et disponible via le blog du groupe et en spectacle.
En octobre 2013, le groupe annonce que Tsukasax, Kazuya et Yosuke quitte le groupe à partir du 6 décembre 2013 après une série de spectacles. Le groupe continue d’être actif jusqu’à l’automne 2015 où il prend une pause, l’un des membres de la famille de Katchan étant malade.

## Membres

### Membres actuels
- Kazuhito Kitao (Katchan) - batterie, chant, guitare sèche
- Naoto Sakai (Nao☆Pon) - chant, guitare
- Masaru Kitao (Ma~) - batterie

### Anciens membres
- Jae-Hee Hoon (Jaehee) - chant
- Daiki Imai - basse
- Yasuo Namekawa (Ya-Cha) - chant
- Tsukasa Uechi (Tsukasax) - guitare
- Kazuya Sugawara - chant
- Yosuke Yamada - basse

## Discographie

### Singles
- 2008 : A RIZE
- 2008 : Natsukoi

| No | Titre                   | Durée |
| -- | ----------------------- | ----- |
| 1. | Natsukoi                |       |
| 2. | GO! IN!                 |       |
| 3. | ABC                     |       |
| 4. | Natsukoi (instrumental) |       |
| 5. | GO! IN! (instrumental)  |       |
| 6. | ABC (instrumental)      |       |

- 2008 : Stellar
- 2012 : GET DOWN/SETSUNA
- 2013 : MEMORY/Ashiato
- 2013 : HYPER SURVIVOR/Namida